# Dégazage (industrie pétrochimique)
Pour les articles homonymes, voir dégazage.

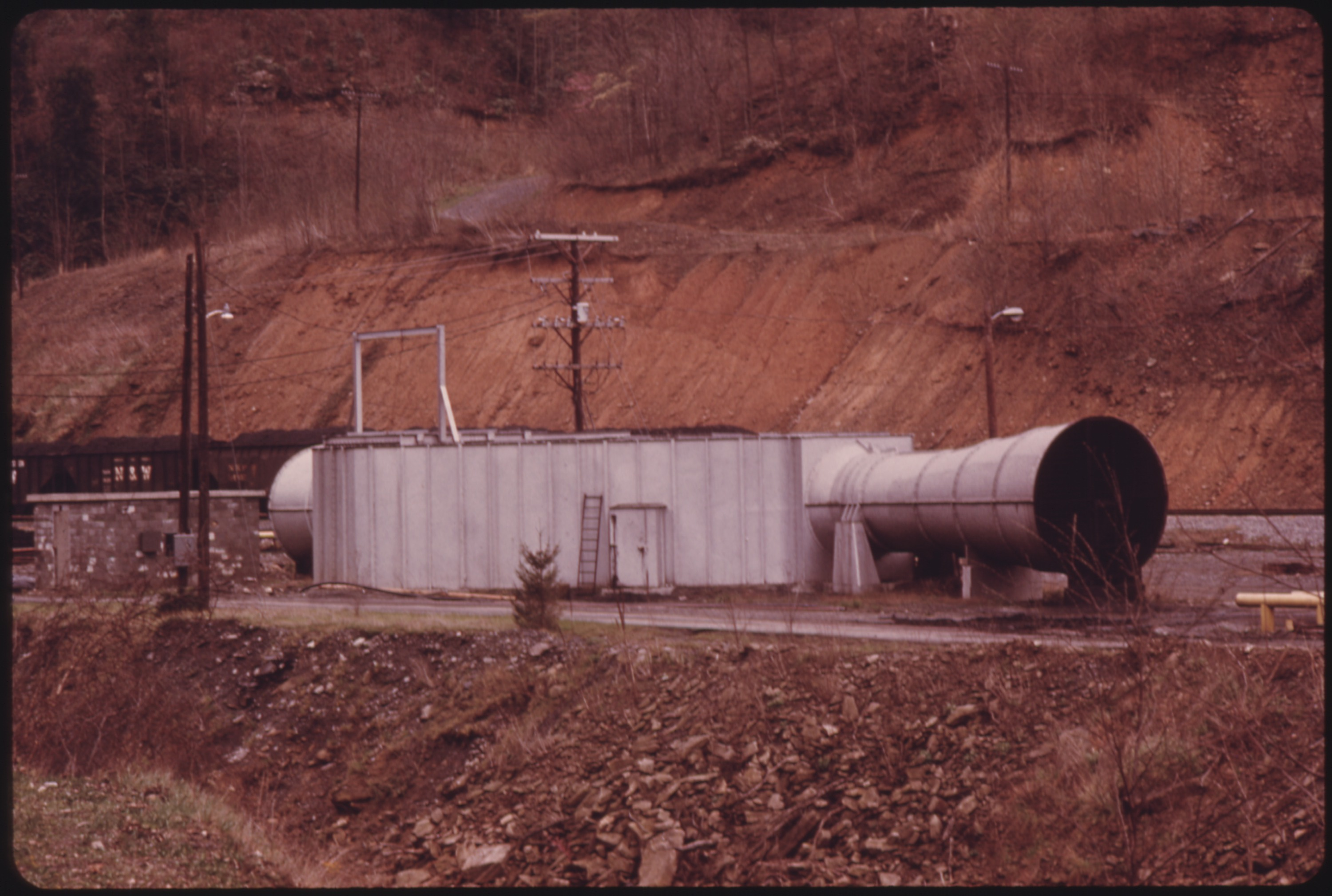
Un ventilateur chargé d'extraire le grisou d'une mine de charbon située en Virginie en 1974, et dégazant de ce fait le méthane à l'air libre.

Dans l'industrie pétrolière, le dégazage, plus spécifiquement appelé dégazage de gaz naturel ou dégazage de méthane, est le rejet intentionnel et contrôlé de gaz contenant des alcanes, principalement du méthane, dans l'atmosphère terrestre. Il s'agit d'une méthode largement utilisée pour l'élimination des gaz indésirables produits lors de l'extraction du charbon et du pétrole brut.
Le terme de « dégazage » est employé par opposition au terme de torchage, qui désigne la combustion de ces mêmes gaz libérés.
L'introduction de méthane dans l'atmosphère contribue fortement au réchauffement climatique ; en effet, bien que relâché dans des proportions plus faibles que le dioxyde de carbone, le méthane est responsable d'un effet de serre proportionnellement beaucoup plus important.

## Définition
Dans l'extraction du charbon, le méthane est connu depuis le XIXe siècle sous le nom de « grisou » et craint pour les explosions meurtrières qu'il est susceptible de provoquer. Aussi les exploitants de mine ventilent leurs installations souterraines, ce qui relâche le gaz directement dans l'atmosphère. À partir des années 2000, toutefois, ce méthane est peu à peu considéré comme une énergie complémentaire au charbon extrait,.
De même, dans l'industrie pétrolière, environ 140 milliards de mètres cubes de méthane sont directement relâchés dans l'atmosphère, soit une quantité équivalente à celle qui est torchée.

## Contribution à l'effet de serre
Le cinquième rapport d'évaluation du GIEC, en 2014, rappelle que le méthane est un gaz contribuant environ vingt fois plus fortement à l'effet de serre, et donc au réchauffement climatique, que le dioxyde de carbone, mais que sa durée de vie dans l'atmosphère est en revanche moindre, d'environ douze années. Cela signifie notamment qu'une action de réduction des émissions directes de méthane peuvent avoir des effets plus directement mesurables que la réduction des émissions de dioxyde de carbone. Ce même rapport estime que les émissions de méthane directement liées à des activités humaines dans le domaine des hydrocarbures représentent entre 30 et 45 % des émissions totales, le reste provenant de l'agriculture et des zones humides,. Une étude de février 2020 montre que ces estimations de la part anthropique des émissions de méthane sont sous-évaluées de 25 à 40 %.
Les émissions méthanières directes dues à l'exploitation du pétrolière représentent un effet de serre seize fois plus important que les émissions de dioxyde de carbone résultant du torchage.